# HD58946
HD58946 — хімічно пекулярна зоря спектрального класу A7, що має видиму зоряну величину в смузі V приблизно 4,2.
Вона  розташована на відстані близько 60,3 світлових років від Сонця.

## Фізичні характеристики
Зоря HD58946 обертається 
досить швидко 
навколо своєї осі. Проєкція її екваторіальної швидкості на промінь зору становить Vsin(i)= 63км/сек.